# Isabella Ferrari

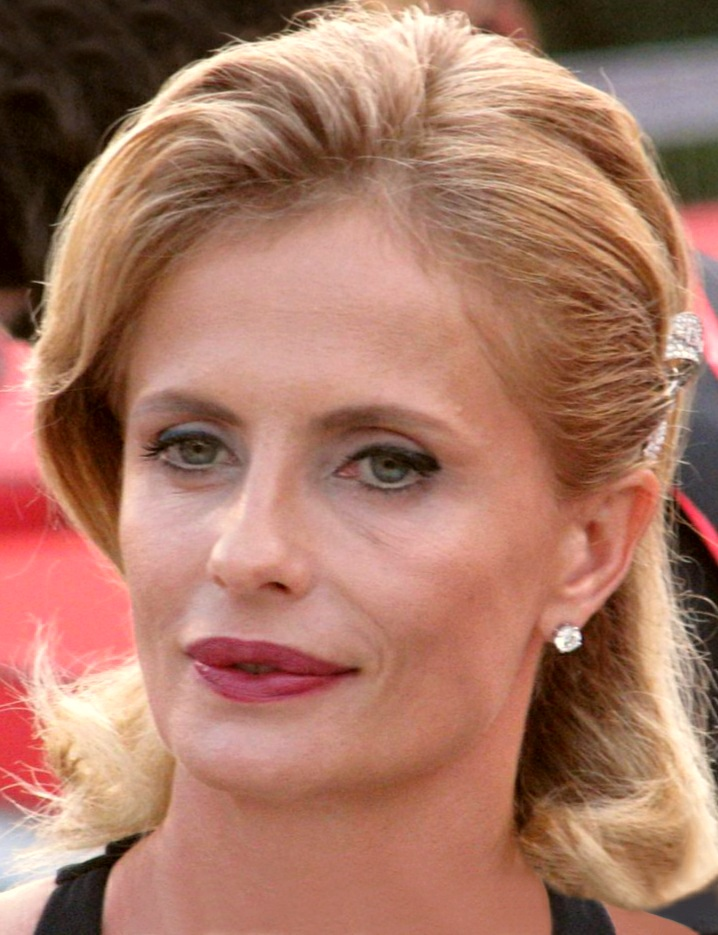
Isabella Ferrari (2011)

Isabella Ferrari (geboren als Isabella Fogliazza am 31. März 1964 in Ponte dell’Olio) ist eine italienische Schauspielerin.

## Leben
Isabella Ferrari wurde in Italien 1979 als Miss Teenager bekannt. Bald darauf erhielt sie erste Rollen in italienischen Fernsehserien. Seither hat sie als Charakterdarstellerin in zahlreichen Kino- und Fernsehfilmen mitgewirkt.
2021 war sie Mitglied der fünfköpfigen Jury des internationalen Wettbewerbs am Locarno Film Festival.
Sie hat eine Tochter aus ihrer Ehe mit dem Designer Massimo Osti (1944–2005). Seit 2002 ist sie mit dem Regisseur Renato De Maria verheiratet; sie sind Eltern eines Sohnes und einer Tochter.

## Filmografie (Auswahl)
- 1983: Il ras del quartiere
- 1983: Sapore di mare
- 1983: Sapore di mare 2 – Un anno dopo
- 1984: Domani mi sposo
- 1984: Giochi d’estate
- 1984: Chewingum
- 1984: Dagobert
- 1985: Fracchia contro Dracula
- 1986: Il ragazzo del Pony Express
- 1988: Appuntamento a Liverpool
- 1990: Willy Signori e vengo da lontano
- 1991: Malheureuse
- 1991: Niente dolce, niente zucchero
- 1992: Gangsters
- 1992: Allullo drom – L’anima zingara
- 1992: Nessuno mi crede
- 1993: Ottantametriquadri
- 1994: Impasse meurtrière
- 1995: Romanzo di un giovane povero
- 1996: Danza della fata confetto
- 1996: Escoriandoli
- 1996: Cronaca di un amore violato
- 1996: Hotel Paura
- 1997: K
- 1998: Mare largo
- 1998: Vite in sospeso
- 1998: Die süße Kunst des Müßiggangs (Dolce far niente)
- 2000: La lingua del santo
- 2005: Amatemi
- 2005: L’anniversaire
- 2006: Arrivederci amore, ciao
- 2006: Saturno contro
- 2008: Stilles Chaos (Caos calmo)
- 2008: Un giorno perfetto
- 2008: Il seme della discordia
- 2009: Due partite
- 2010: Ken Folletts Eisfieber
- 2012: E la chiamano estate
- 2013: La Grande Bellezza – Die große Schönheit (La Grande Bellezza)
- 2014: Il venditore di medicine
- 2014: La vita oscena
- 2015: Uno per tutti
- 2017: Diva!
- 2018: Das Geheimnis von Neapel (Napoli velata)
- 2018: Euforia (Euforia)
- 2018: In viaggio con Adele
- 2018: Cosa fai a Capodanno?
- 2020: Unter der Sonne Ricciones (Sotto il sole di Riccione)
- 2020: È per il tuo bene
- 2022: La mia ombra è tua
- 2022: Unter der Sonne Amalfis (Sotto il sole di Amalfi)
- 2022: Der Schatz des Duce (Rapiniamo il duce)
- 2024: Confidenza
- 2024: Parthenope

## Auszeichnungen
- 1995: Coppa Volpi als Beste Nebendarstellerin in Romanzo di un giovane povero
- 2006: Premio Flaiano per il teatro
- 2008: Premio Pasinetti (Internationale Filmfestspiele von Venedig 2008) als beste Hauptdarstellerin in Un giorno perfetto
- 2012: Festival internazionale del film di Roma als beste Hauptdarstellerin in E la chiamano estate
- 2014: Nastro d’Argento, Spezialpreis für ihre Rolle in La Grande Bellezza